# Acusaciones de abuso sexual contra Herval Abreu
Las acusaciones de abuso sexual contra Herval Abreu fueron reportadas inicialmente el 28 de abril de 2018 por la revista Sábado (El Mercurio), en un reportaje en el que siete mujeres acusaron al director y productor de televisión chileno Herval Rossano Abreu de acoso sexual, agresión sexual y violación. Más de una docena de mujeres en la industria de la televisión reportaron posteriormente experiencias similares con Abreu, quien respondió declarando que «las acusaciones que se han hecho contra mí son falsas».
Pocos meses antes de que se publicaran las acusaciones, Abreu dejó la estación privada Canal 13 tras una supuesta reestructuración en el área de ficción. Sin embargo, en 2016 el director de la señal, Max Luksic, había recibido una denuncia por parte de una guionista de Soltera otra vez sobre un episodio de acoso sexual causado por Herval Abreu. La investigación interna no prosperó esencialmente porque, de hecho, en el momento que llegó la información a la contraloría del canal, la denunciante no pertenecía a la cadena televisiva. 
El 30 de abril de 2018, el Presidente de la República, Sebastián Piñera, instruyó a la ministra de la Mujer y Equidad de Género, Isabel Plá, para que acompañe a las denunciantes no solo con apoyo psicológico, sino que también concurriendo en las querellas o denuncias que ellas estimen necesario hacer en los tribunales de justicia. El Gobierno de Chile se hizo parte en el proceso judicial para poder establecer las condenas necesarias para que estos hechos sean sancionados por la justicia. El mismo día, la Fiscalía Metropolitana Oriente de Santiago abrió una investigación en contra de Abreu, tras las múltiples denuncias de abuso sexual en su contra.
El escándalo provocó muchas acusaciones similares contra hombres poderosos en la industria audiovisual chilena, desatando una reacción en cadena similar a la ocurrida en Estados Unidos y otros lugares del mundo luego del destape de las acusaciones de abuso sexual contra Harvey Weinstein en octubre de 2017. También condujo a un gran número de mujeres anónimas a compartir y condenar sus propias experiencias de agresión sexual, acoso o violación en las redes sociales bajo los hashtag #NoEsNo, #YoSíTeCreo y #Cuéntalo, aprovechando el tirón de las repercusiones de la sentencia del caso de La Manada en España. De estas acusaciones derivadas destaca especialmente la que realizó el 29 de abril la actriz Catalina Bianchi en contra de Roberto Farías (Perdona nuestros pecados) en su cuenta personal de Instagram.
El 23 de junio de 2018, la revista Sábado, publicó tres nuevas denuncias de acoso sexual y abuso, sus víctimas fueron actrices y modelos: Carolina Contreras, Simoné González y Luna Aballay.El 15 de marzo de 2019 Abreu fue sobreseído en cuatro de los cinco casos que se encontraban en investigación. En febrero de 2020, Abreu interpuso un recurso de protección en contra de diferentes compañías tecnológicas —Google, Microsoft, Verizon y Wikimedia— solicitando la eliminación de sus motores de búsqueda de contenido relacionado con las acusaciones de abuso realizadas en su contra. La petición se basaba en la aplicación del derecho al olvido. La Corte de Apelaciones de Santiago dictó una sentencia el 27 de octubre de 2020, en la que rechazó el recurso de Abreu. La sentencia fue confirmada por la Corte Suprema el 3 de enero de 2022.

## Víctimas
- Carola Paz, arquitecta
- Bárbara Zemelman, guionista
- Antonella Orsini, actriz
- Carola Vargas, actriz
- Fedra Vergara, actriz
- Carolina Cox, actriz
- Josefina Montané, actriz
- Susana Hidalgo, actriz
- Andrea Zuckermann, actriz
- Carolina Contreras, actriz
- Simoné González, actriz
- Luna Aballay, modelo

## Reacciones
El lunes 30 de abril de 2017, Sidarte en conjunto con la Corporación de Desarrollo de la Mujer La Morada, abrieron un canal de denuncia para casos de violencia de género y presta el absoluto apoyo a las víctimas de Abreu. El mismo día, la Corporación de Actores de Chile (Chile Actores) publicó un comunicado con una medida de protección hacía sus actores. El 4 de mayo, la Corporación de Directores y Guionistas Audiovisuales, DYGA, informó que ha determinado suspender la participación de Herval Abreu como consejero, tras las acusaciones de acoso sexual presentadas en su contra. En tanto, las cadenas Mega y Canal 13, presentan un protocolo ante abuso sexual a sus trabajadores.
El 9 de mayo, Canal 13 decidió eliminar a Herval Abreu de los créditos iniciales de Soltera otra vez 3. De esta forma, desde el capítulo de 8 de mayo, Abreu ya no aparece acreditado como director general y productor ejecutivo de la serie.